# Eyalet di Anatolia
L'eyalet di Anatolia (in turco:Eyalet-i Anadolu) era un eyalet dell'Impero ottomano.

## Storia
L'eyalet di Anatolia fu uno dei primi, nel cuore dell'Impero ottomano, ad essersi formati nel 1393 dopo il crollo dell'Impero bizantino e l'annessione dei suoi territori al neo costituito impero turco. Dopo l'abolizione del corpo dei giannizzeri nel 1826, l'eyalet di Anatolia venne suddiviso in quattro: gli eyalet di Aidin, Hüdavendigâr, Ankara e Kastamonu che proseguirono nella loro esistenza sino al definitivo crollo del potere turco all'inizio del Novecento.
La sua organizzazione interna venne ampiamente descritta nel XVIII secolo dall'autore Evliya Çelebi: "Vi è un Kehiya, un Emin (ispettore) ed un Muhasibji (controllore delle pergamene) un Emin ed un Kehiya dei Çavuş, rispettivamente come colonnello e capitano della milizia feudale, quattro bey chiamati müsellems (cavalleggeri) e undici yaya (fanti)".

## Geografia antropica

### Suddivisioni amministrative
| L'eyalet consisteva nel 1609 di quattordici sanjak: 1. Sangiaccato di Kütahya (Liva-i Kütahya, Paşa Sancağı , Kütahya) 2. Sangiaccato di Saruhan (Liva-i Saruhan Hass-ı Mîr Liva, (Manisa) 3. Sangiaccato di Aydin (Liva-i Aydın, Aydın) 4. Sangiaccato di Hüdavendigâr (Liva-i Hüdavendigâr, Bursa) 5. Sangiaccato di Kastamonu' (Liva-i Kastamonu, Kastamonu) 6. Sangiaccato di Menteşe (Liva-i Menteşe, Muğla) 7. Sangiaccato di Bolu (Liva-i Bolu, Bolu) 8. Sangiaccato di Ankara (Liva-i Bankara, Ankara) 9. Sangiaccato di 'Karahisar-i Sahib' (Liva-i Karahisar-ı Sahib, Afyonkarahisar) 10. Sangiaccato di Teke (Liva-i Teke, Antalya) 11. Sangiaccato di Kangırı (Liva-i Kangırı, Çankırı) 12. Sangiaccato di Hamid (Liva-i Hamidili, Isparta) 13. Sangiaccato di Sultanönü' (Liva-i Sutanönü, Eskişehir) 14. Sangiaccato di Karasi (Liva-i Karesi, Balıkesir) |  | L'eyalet era composto di quindici sanjak tra il 1700 ed il 1740: 1. Sangiaccato di Kütahya (Paşa Sancağı , Kütahya) 2. Sangiaccato di Hüdavendigâr (Bursa) 3. Sangiaccato di Bolu (Bolu) 4. Sangiaccato di Kastamonu (Kastamonu) 5. Sangiaccato di Karasi (Balıkesir) 6. Sangiaccato di Sultanönü (Eskişehir) 7. Sangiaccato di Saruhan (Manisa) 8. Sangiaccato di Karahisar-i Sahib (Afyonkarahisar) 9. Sangiaccato di Hamid (Isparta) 10. Sangiaccato di Ankara (Ankara) 11. Sangiaccato di Kânkırı (Çankırı) 12. Sangiaccato di Aydin (Aydın) 13. Sangiaccato di Teke (Antalya) 14. Sangiaccato di Menteşe (Muğla) 15. Sangiaccato di 'Beybazarı (Beypazarı) |